# Ransom Canyon, Texas
Ransom Canyon là một thị trấn thuộc quận Lubbock, tiểu bang Texas, Hoa Kỳ. Năm 2010, dân số của thị trấn này là 1096 người.

## Dân số
- Dân số năm 2000: 1011 người.
- Dân số năm 2010: 1096 người.